# Granma (pokrajina)
Granma je pokrajina na jugoistoku Kube. Ime je dobila po brodu Granma na kojem su Fidel Castro i Che Guevara došli na Kubu pokrenuti revoluciju. Glavni grad pokrajine je Bayamo. Granma izlazi na zaljev Guacanayabo (grad Manzanillo). Reljef je na sjeveru nizinski (uz rijeku Cauto), a na jugu je planina Sierra Maestra. Na granici pokrajina Granma i Santiago de Cuba je najviši kubanski vrh Pico Turquino. Postoje rudnici zlata, srebra i mangana (mnogi su napušteni). Značajan je uzgoj kave.